# Latvérie
La Latvérie (« Latveria » en VO), en forme longue le royaume de Latvérie (Kingdom of Latveria), est un pays fictif appartenant à l'univers Marvel de la maison d'édition Marvel Comics. Créé par le scénariste Stan Lee et le dessinateur Jack Kirby, ce pays apparaît pour la première fois dans le comic book Fantastic Four Annual #2 en 1964.
Située en Europe centrale, la Latvérie est le cadre de plusieurs aventures des super-héros Marvel. Cette monarchie est dirigée d'une main de fer par le Docteur Fatalis, qui s'en est emparé pour en devenir le monarque absolu. La Latvérie se trouve au nord de la Symkarie (en) (Symkaria), patrie notamment de Silver Sable.

## Historique fictionnel

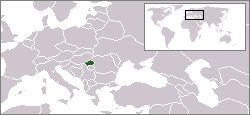
Localisation de la Latvérie sur une carte de l'Europe.

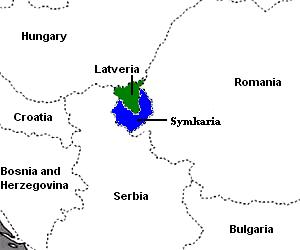
Localisation de la Latvérie et de la Symkarie.

La Latvérie a été formée à partir de terres annexées au sud de la Hongrie des siècles auparavant, et peut-être aussi à la Serbie ou à la Roumanie.
À l'origine, la Latvérie était un micro-État monarchique d'Europe centrale sans rien de particulier. Mais c'est là que naquit et grandit le jeune gitan qui allait devenir le Docteur Fatalis. Très tôt, ses compétences technologiques lui permirent d'assumer un rôle de super-criminel (ou de Robin des Bois, selon son point de vue) face à un pouvoir peu respectueux des droits de sa minorité. Fatalis finit par renverser le gouvernement pour devenir roi de Latvérie. Le peuple ne l'aimait pas, mais lui était redevable de l'immense richesse et de la puissance que son savoir apportait au pays.
Fatalis dut parfois s'exiler mais il y revint toujours. Red Richards et le SHIELD tentèrent vainement d'y installer une démocratie.
Parmi les super-héros et super-vilains ayant résidé en Latvérie, citons le Maître des Maléfices, qui exerçait le métier d'artisan. Dreadknight est aussi né en Latvérie, à Schonstadt.
À un certain moment, le Docteur Fatalis a fait envahir La Rotruvia par son armée de Servo Guards, et a réussi à l'annexer à la Latvérie.
La Latvérie est frontalière de la Symkarie (en) (Symkaria), la patrie de Silver Sable, qui se trouve à sa frontière sud.

## Doomstadt/Hassenstadt

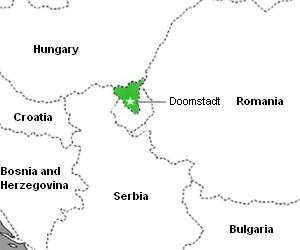
Localisation de Doomstadt en Latvérie.

Doomstadt est la capitale du pays ainsi que la ville la plus peuplée de Latvérie. C'est le siège du gouvernement latvérien. La ville a été le quartier-général du Docteur Fatalis. La ville s’appelait autrefois Hassenstadt. L'histoire de cette ville est très peu connue.
Durant l'enfance de Victor Von Fatalis, le tyrannique roi Vladimir régnait depuis l'éclatement de l'empire austro-hongrois qui permit l'indépendance de la Latvérie. Les Gitans (dont les parents de Fatalis) qui résidaient à Hassenstadt étaient confrontés à la politique répressive royale. Lorsque Victor von Fatalis parvint à abattre le régime du roi Vladimir puis à s'emparer lui-même du pouvoir, la capitale fut rebaptisée Doomstadt en son honneur (Fatalis se nomme Doom en version originale). 
Les ressources de la ville comprennent la vente de minerai de fer ou d'énergie nucléaire, mais elle est aussi connue dans d'autres secteurs comme la robotique, l'électronique ou l'ingénierie.

## Apparitions dans d'autres médias

### Cinéma
- Les Quatre Fantastiques (2005) : la Latvérie n'apparaît pas dans ce film, mais il est mentionné au cours de l'intrigue que Victor von Fatalis en est originaire. Par ailleurs, Fatalis possède chez lui un masque, dont une plaque indique que celui-ci lui a été offert par « le peuple de Latvérie ». C'est également vers ce pays que son corps est emmené par bateau à la fin du film.
- Les Quatre Fantastiques et le Surfer d'argent (2007) : la Latvérie et surtout sa capitale, Hassenstad, apparaissent dans cette suite. Dans le film, le corps de Victor von Fatalis, entreposé dans un château dans la ville, est réveillé par l'énergie dégagée par le Surfer d'argent lorsque celui-ci traverse le ciel latvérien.
- Les Quatre Fantastiques (2015) : à l'instar de la saga précédente, si Victor von Fatalis est encore l'antagoniste du film, la Latvérie n'apparaît pas mais est simplement mentionnée comme étant le pays d'origine du personnage.
- Les Quatre Fantastiques : Premiers pas (2025) : la Latvérie est brièvement visible lors du congrès international organisé par la Fondation du Futur. On aperçoit notamment le drapeau devant deux sièges vides avec une pancarte indiquant le nom du pays.

### Jeux vidéo
La Latvérie apparaît à partir d'août 2024 dans Fortnite lors de la saison collaborative avec Marvel : « Jugement Fatal ». Apparaissent sur l'île du Battle Royale le château de Fatalis ainsi que la capitale de latvérie, Doomstadt.